# Центральноандійська волога пуна
Центральноандійська волога пуна — згідно з класифікацією Всесвітнього фонду дикої природи, екорегіон, розташований на високих плато Анд в Південній Америці. Складає частину лугів Пуни, поширених на плато Пуна. Цей екорегіон розташований на території північного Перу і північної Болівії. Він знаходиться на великих висотах понад 3500 м, вище за лінію лісу, та характеризується трав'яними співтовариствами, заболоченими територіями, низькорослими деревами та кущами. На заході центральноандійська волога пуна межує з сухою пустелею Сечура, а на сході — з вологою перуанською юнгою, що робить її екстремальною перехідною зоною. Характерний ландшафт гористий, із покритими снігом вершинами, гірськими пасовищами, високогірними озерами, плато і долинами.